# Primul Asediu Arab al Constantinopolului (674-678)

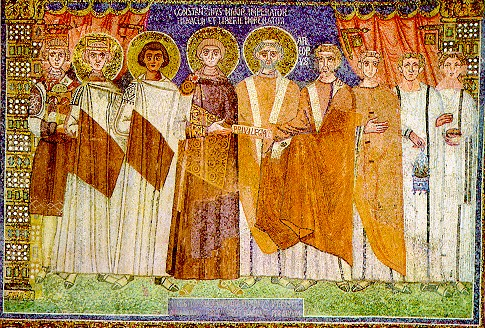
Constantin al IV-lea, conducătorul Imperiului Bizantin și suita sa

Primul Asediu Arab al Constantinopolului din 674 - 678 a fost un conflict major din timpul războaielor bizantino-arabe, și a fost unul dintre numeroasele asedii în care apărarea Constantinopolului a fost testată. Lupta a fost dată între Imperiul Bizantin și Califatul arab al omeiazilor. Muawiyah I (602 - 680), care a ajuns conducător al imperiului arab în urma unui război civil, a trimis pe fiul său Yazid I (645 - 683) pentru a asedia Constantinopolul. Imperiul Bizantin era condus în acel moment de Constantin al IV-lea. În această bătălie, arabii, în imposibilitatea de a sparge zidurile Teodosiane, au ridicat o blocadă de-a lungul Bosforului. Apropierea iernii i-a forțat pe asediatori să se retragă pe o insulă la cca. 100 km distanță.